# CGI.pm
CGI.pm은 공용 게이트웨이 인터페이스(CGI) 웹 애플리케이션의 프로그래밍을 위해 널리 사용되는 대형 펄 모듈로서, 사용자 입력을 수신하고 처리하기 위한 일정한 API를 제공한다. HTML 또는 XHTML 출력을 생성하기 위한 기능도 있으나 이것들은 현재 유지보수되지 않고 있으며 배제될 예정이다. CGI.pm은 코어 펄 모듈이었으나 펄 v5.22를 기준으로 제거된 상태이다. 이 모듈은 링컨 스타인에 의해 작성되었으며 현재는 리 존슨에 의해 유지보수되고 있다.

## 예제
다음은 CGI.pm을 사용하여 펄로 작성된 단순한 CGI 페이지이다. (객체 지향 스타일):
```
#!/usr/bin/env perl

use
 
strict
;

use
 
warnings
;

use
 
CGI
;

my
 
$cgi
 
=
 
CGI
->
new
;

print
 
$cgi
->
header
(
'text/html'
);

print
 
<<
 
"EndOfHTML"
;

<!
DOCTYPE
 
html
>

<html>

    
<head>

        
<title>
A
 
Simple
 
CGI
 
Page
</title>

        
<
meta
 
http
-
equiv
=
"Content-Type"
 
content
=
"text/html; charset=iso-8859-1"
 
/>

    
</head>

    
<body>

        
<h1>
A
 
Simple
 
CGI
 
Page
</h1>

        
<
form
 
method
=
"post"
 
enctype
=
"multipart/form-data"
>

            
Name:
 
<
input
 
type
=
"text"
 
name
=
"name"
  
/><br /
>

            
Age:
 
<
input
 
type
=
"text"
 
name
=
"age"
  
/>
<p>

            
<
input
 
type
=
"submit"
 
name
=
"Submit!"
 
value
=
"Submit!"
 
/>

        
</form>

        
<
hr
 
/>

EndOfHTML

if
 
(
 
my
 
$name
 
=
 
$cgi
->
param
(
'name'
)
 
)
 
{

    
print
 
"Your name is $name.<br />"
;

}

if
 
(
 
my
 
$age
 
=
 
$cgi
->
param
(
'age'
)
 
)
 
{

    
print
 
"You are $age years old."
;

}

print
 
'</body></html>'
;

```

## 같이 보기
- Mod perl